# Archidiecezja Dili
Archidiecezja Dili (łac. Archidiœcesis Diliensis, port. Diocese de Díli) – rzymskokatolicka archidiecezja ze stolicą w Dili, w Timorze Wschodnim. Jest siedzibą metropolii Dili, obejmującej terytorium Timoru.

## Historia
- 4 września 1940 – powołanie rzymskokatolickiej diecezji Dili z terytorium diecezji Makau.
- 1 lutego 2010 – wyodrębnienie z terytorium diecezji Dili, nowej diecezji Maliana, trzeciej rzymskokatolickiej diecezji w Timorze Wschodnim.
- 11 września 2019 – podniesienie diecezji Dili do rangi archidiecezji metropolitalnej[1].

## Biskupi Dili

### Arcybiskupi metropolici Dili
- kard. Virgilio do Carmo da Silva (od 11 września 2019)

### Biskupi diecezjalni Dili
- bp Virgilio do Carmo da Silva (od 30 stycznia 2016 do 11 września 2019)
- bp Alberto Ricardo da Silva (od 27 lutego 2004 do 9 lutego 2015)
- bp Basilio do Nascimento (administrator apostolski od 26 listopada 2002 do 27 lutego 2004)
- bp Carlos Filipe Ximenes Belo SDB (administrator apostolski od 1988 do 26 listopada 2002)
- bp Martinho da Costa Lopes (administrator apostolski od 22 października 1977 – do 1983)
- bp José Joaquim Ribeiro (od 31 stycznia 1967 do 22 października 1977)
- bp Jaime Garcia Goulart (od 12 października 1945 do 31 stycznia 1967)